# Календар избора 2010.
Календар избора 2010. је списак непосредних државних избора и референдума у свету у 2010. години.

## Јануар
- 10. јануар: Хрватска - Председник (2. круг)
- 17. јануар: Чиле - Председник и Парламент (2. круг)
- 17. јануар: Украјина - Председник (1. круг)
- 26. јануар: Шри Ланка - Председник

## Фебруар
- 7. фебруар: Коста Рика - Председник и Парламент
- 7. фебруар: Председник (2. круг)
- 27. фебруар: Науру - Референдум
- 28. фебруар: Таџикистан - Парламент

## Март
- 4. март: Того - Председник
- 6. март: Исланд - Референдум
- 7. март: Ирак - Парламент
- 7. март: Швајцарска - Референдум
- 14. март: Колумбија - Парламент

## Април
- 8. април: Шри Ланка - Парламент
- 11. април: Мађарска - Парламент (1. круг)
- 11. - 15. април: Судан - Председник и Парламент
- 18. април: Северни Кипар - Председник
- 25. април: Мађарска - Парламент (2. круг)
- 25. април: Аустрија - Парламент
- 26. април: Еквадор - Председник и Парламент

## Мај
- 5. мај: Маурицијус - Парламент
- 6. мај: Уједињено Краљевство - Општи
- 16. мај: Доминиканска Република - Парламент
- 23. мај: Црна Гора - Локални
- 23. мај: Тринидад и Тобаго - Парламент
- 28. и 29. мај: Чешка - Парламент
- 30. мај: Колумбија - Председник

## Јун
- 6. јун: Словенија - Референдум
- 6. јун: Србија - Национални савет
- 6. јун: Холандија - Парламент
- 12. јун: Словачка - Парламент
- 19. јун: Науру - Парламент
- 20. јун: Пољска - Председник (1. круг)
- 20. јун: Колумбија - Председник (2. круг)
- 27. јун: Киргистан - Референдум
- 27. јун: Гвинеја - Председник (1. круг)
- 28. јун: Бурунди - Председник
- 30. јун: Немачка - Председник

## Јул
- 4. јул: Пољска - Председник (2. круг)

## Август
- 1. август: Сао Томе и Принципе - Парламент
- 4. август: Кенија - Референдум
- 4. август: Соломонова Острва - Референдум
- 9. август: Руанда - Председник
- 21. август: Аустралија - Парламент

## Септембар
- 5. септембар: Молдавија - Референдум
- 12. септембар: Турска - Референдум
- 16. септембар: Тувалу - Парламент
- 18. септембар: Авганистан - Парламент
- 18. септембар: Словачка - Референдум
- 19. септембар: Шведска - Општи
- 26. септембар: Венецуела - Парламент
- 26. септембар: Швајцарска - Референдум

## Октобар
- 2. октобар: Летонија - Парламент
- 3. октобар: Бразил - Парламент и Председник (1. круг)
- 3. октобар: Босна и Херцеговина - Општи
- 10. октобар: Киргистан - Парламент
- 23. октобар: Бахреин - Парламент (1. круг)
- 30. октобар: Бахреин - Парламент (2. круг)
- 31. октобар: Бразил - Председник (1. круг)
- 31. октобар: Обала Слоноваче - Председник (1. круг)
- 31. октобар: Нигер - Референдум
- 31. октобар: Танзанија - Председник и Парламент

## Новембар
- 2. новембар: САД - Сенат
- 7. новембар: Мјанмар - Општи
- 7. новембар: Азербејџан - Парламент
- 7. новембар: Мјанмар - Општи
- 7. новембар: Гвинеја - Председник (2. круг)
- 9. новембар: Јордан - Парламент
- 14. новембар: Грчка - Локални
- 17. новембар: Мадагаскар - Референдум
- 21. новембар: Буркина Фасо - Председник
- 28. новембар: Обала Слоноваче - Председник (2. круг)
- 28. новембар: Молдавија - Парламент
- 28. новембар: Хаити - Парламент и Председник (1. круг)
- 28. новембар: Египат - Парламент (1. круг)

## Децембар
- 5. децембар: Египат - Парламент (2. круг)
- 12. децембар: Косово - Парламент
- 12. децембар: Словенија - Референдум
- 13. децембар: Свети Винсент и Гренадини - Парламент
- 19. децембар: Белорусија - Председник